# Old Sarum
Old Sarum (latinsko Sorviodunum) je mesto v bližini Salisburyja v Angliji. Lokacija vsebuje dokaze o prebivanju ljudi že leta 3000 pred našim štetjem. Old Sarum je omenjen v nekaterih prvih zapisih v državi. Nahaja se na hribu, približno 3,5 km severno od sodobnega Salisburyja. 
Old Sarum je bil prvotno železnodobno gradišče na strateški lokaciji na stičišču dveh trgovskih poti in reke Avon. Gradišče je bilo ovalno, dolgo 400 m in široko 360 metrov. Sestavljeno je bilo iz dvojnega brega in vmesnega jarka z vhodom na vzhodni strani. Rimljani so ga uporabljali kot mesto Sorviodunum. Sasi so ga uporabili kot trdnjavo proti napadom Vikingov. Normani so zgradili kamnite zidove okrog žeznodobnega oboda in centralno postavljen grad z leseno utrdbo, zaščiteno z globokim suhim jarkom. Kraljeva palača je bila zgrajena v gradu za kralja Henrika I.. Kasneje so jo uporabljali monarhi družine Plantagenet. Normanska stolnica in škofovska rezidenca sta bili zgrajeni na zahodnem delu mesta. 
Leta 1219 je bila stolnica porušena v prid novo zgrajeni v bližini reke in meščani so se preselili v novo mesto ter ga imenovali New Salisbury ali New Sarum. Grad ni bil več v uporabi in je bil prodan kot material kralju Henriku VIII.. 
Do 19. stoletja je bilo naselje uradno nenaseljeno, a je še vedno imelo formalno parlamentarno zastopstvo, zaradi česar je bil med razvpit med okraji, ki so obstajali pred uvedbo Zakona o reformi iz leta 1832. 
Zdaj je (2014) last ustanove Angleška Dediščina (English Heritage) in odprt za javnost.

## Zgodnja zgodovina
Arheološki ostanki grobih kamnitih orodij kažejo, da so ljudje naselili hrib v območju Old Saruma v neolitiku (okoli 3000 pred našim štetjem).  Dokazano je, da so mesto zasedli zgodnji lovci in, kasneje kmečke skupnosti. Zaščiteno gradišče je bilo zgrajeno v času britanske železne dobe (okoli 500 pred našim štetjem), in ustvarilo ogromne bregove in jarke, ki so obkrožali hrib. V okolici je še več podobnih gradišč (Figsbury Ring na vzhodu in Vespazijanov Camp na severu). Arheolog Sir R.C. Hoare ga je opisal kot "zelo pomembno mesto oddaljenega obdobja, z več grobišči poleg njega in bližine dveh največjih kamnitih krogov v Angliji, in sicer Stonehenge in Avebury". 
V času rimske zasedbe Britanije med letoma 43 in 410, je bila tukaj vojaška postojanka, strateško postavljena v bližini križišča petih pomembnih cest. Gradišče je zaznamovano na rimskih cestnih kartah z imenom Sorviodunum. Ime naj bi izhajalo iz keltskega imena za  "trdnjavo ob mirni reki".  V Chronicle of the Britons  se kraj imenuje Caer Gradawc. 
Cynric, kralj Wessexa, je bil ujet v utrdbi leta 552.  Anglosasi so jo imenovali Searobyrig in pod njimi se uvršča med najbolj pomembna mesta Zahodnega kraljestva, ki je dobilo cerkveno ustanovo kmalu po pokristjanjenju Sasov.  V začetku devetega stoletja je bila pogosto rezidenca Egbert iz Wessexa, v letu 960 pa je kralj Edgar sestavil nacionalni svet, ki je načrtovati obrambo proti Dancem na severu. 

## Normanska širitev
Utrdba in grad sta bila zgrajena okrog leta 1069, tri leta po zasedbi Normanov, mesto pa je bilo preimenovano. To je zapisano v Domesday Book kot Sarisburia, iz katerega sta izpeljani imeni Sarum in Salisbury. Leta 1086 je Viljem Osvajalec sklical prelate, plemstvo, šerifa in viteze svojih gospostev na Old Sarum, da se mu poklonijo. Verjetno je, da je bil del Domesday Book napisan v tem času. Še dva druga narodna sveta sta potekala v Old Sarum: eden Williama Rufusa leta 1096 in drug kralja Henrika I. leta 1116.
Gradnja stolnice in škofijske palače je potekala med letoma 1075 in 1092, v času škofa Osmunda. Le pet dni po tem, ko je bila posvečena, je nevihta uničila streho stolpa. Dokončanje je bilo prepuščeno tretjemu škofu Old Saruma, Rogerju iz Salisbury, kanclerju kralja Henrik I.. On je tudi nadziral gradnjo med letoma 1130 - 1139, iz kamna kraljeve palače iz grajske utrdbe. 
Sodobni opazovalec, Peter Blois (c.1135-1203) je opisal Old Sarum kot "nerodoviten, suh in samoten, izpostavljeni besu vetra; cerkev (stoji), ujeta na hribu, kjer je bila zgrajena, kot so skrinjo Božjo zaprt v profani hiši Baal". Henrik II. je zadrževal svojo ženo Eleanoro Aquitainsko v zaporu na Old Sarum.

## Propad
Po letu 1219 so omejitve prostora na hribu, postali konflikti med stolnico in gradom v neposredni bližini in njihovimi šefi redni. Zaradi tega je škof Poore zahteval premestitev stolnice.
Lokacija nove stolnice je bila posvečena kasneje istega leta in leta 1220 je škof začel graditi na bregovih reke Avon. Okoli nje je zraslo novo naselje, ki so ga imenovali New Salisbury ali New Sarum - na koncu znan le kot Salisbury. Od 1217 so se prebivalci Old Sarum izselili in si izdelali svoja nova bivališča iz materiala porušenega starega mesta. Kot se je novo mesto širilo, tako je staro skoraj enako hitro razpadlo. 
Iz časa vladavine Edwarda II. v 14. stoletju, je okraj Old Sarum v House of Commons izvolil dva člana kljub dejstvu, da vsaj od 17. stoletja ni imel prebivalcev oziroma volivcev. Eden od članov v 18. stoletju je bil William Pitt Elder. Leta 1831 je imel okraj enajst volivcev, od katerih so bili vsi lastniki zemljišč, ki so živeli na drugem mestu. Tako je bil Old Sarum najbolj razvpit zapuščen okraj. Zakon o reformi iz leta 1832 je popolnoma izključil Old Sarum.